# Carolus Hacquart
Carolus Hacquart, także Carel Haccart, Hakart (ur. około 1640 w Brugii, zm. około 1701) – holenderski kompozytor.

## Życiorys
Uczył się gry na violi da gamba, lutni i organach. Na początku lat 70. XVII wieku przeniósł się do Amsterdamu, następnie w 1679 roku wyjechał do Hagi. Skomponował muzykę do sztuki Dirka Buysero De triomfeerende min (1678), napisanej dla uczczenia francusko-holenderskiego pokoju w Nijmegen. Około 1689 roku przeprowadził się do Anglii.
Był autorem zbioru 10 sonat na 3 i 4 instrumenty, Harmonia parnassia (wyd. Haga 1686). Ponadto napisał 12 suit na violę da gamba Chelys (wyd. Haga 1686) oraz kompozycje religijne.